# Statuts de Pamiers
Rédigés en décembre 1212 en la ville de Pamiers, les statuts de Pamiers sont une charte décrivant l'organisation militaire, civile et religieuse des régions contrôlées par Simon IV de Montfort.

## Contexte

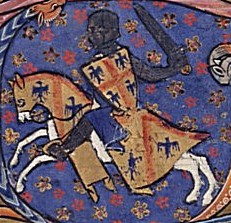
le chevalier Bouchard de Marly

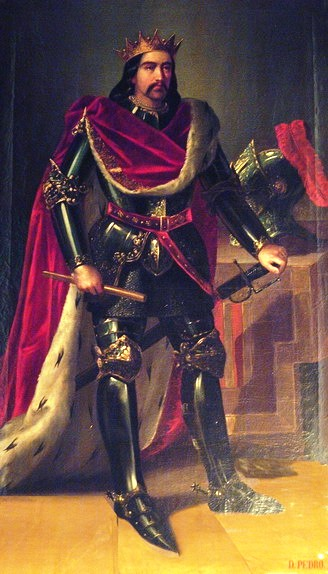
Pierre II d'Aragon

Le comte de Foix Raymond-Roger s'appuie sur les Cathares, très nombreux dans ses domaines. Il y trouve un moyen de fortifier la résistance envers le pouvoir des religieux et du royaume de France. En cela, c'est un adversaire résolu de Simon IV de Montfort.
L'abbé de Saint-Antonin, alors le plus haut dignitaire religieux de Pamiers et de sa région, souhaite mettre son fief entre des mains acquises au catholicisme. En effet, le château de Pamiers est investi par les Cathares à la suite de l'installation en ses murs d'Esclarmonde de Foix, sœur du comte. Il appelle alors Simon IV de Montfort à son secours, afin de chasser les Cathares de la ville. Ce dernier y voit un moyen d'annihiler la présence hérétique à Pamiers ainsi que le pouvoir trop envahissant du comte de Foix.
Ainsi, en 1209, il se dirige vers Pamiers, en profitant pour prendre le château de Mirepoix avant de le donner à Guy Ier de Lévis, maréchal de son armée. Arrivé dans la ville, il reçoit le château de Pamiers des mains de l'abbé qui lui en fait hommage au même titre qu'au comte de Foix, en présence de Folquet de Marselha, évêque de Toulouse, et des chevaliers français Guy de Lévis, Bouchard de Marly, Guillaume de Lucé et Robert de Poissy. Simon de Montfort fait de Pamiers son quartier général. La ville, facile à tenir, était en effet située à un point stratégique, placé sur l'axe de communication principal entre Toulouse et le château de Foix.
Après les fêtes de Pâques 1210, il reçoit le roi Pierre II d'Aragon, afin de le réconcilier avec le comte de Foix. Le comte de Toulouse, Raymond VI est présent. Mais la conférence se solde par un échec.
Simon de Montfort effectue alors les sièges de Minerve et de Termes en 1210, de Lastours et de Lavaur en 1211, et s'empare également de Muret (où meurt le roi d'Aragon). Il revient à Pamiers en 1212 et convoque à la fin novembre les évêques, les nobles et principaux bourgeois des provinces méridionales pour un grand parlement. Il rédige avec eux de nouveaux statuts pour le gouvernement du vaste pays qui lui était à présent soumis.

## Contenu des Statuts et impact politique
Les statuts sont datés du 1er décembre 1212 et comportent 46 articles, dont : 
- L'obligation pour chaque ville de construire une église et une maison presbytérale (article 10).
- L'obligation pour les barons français de ne rendre le service militaire qu'avec des soldats français, et non avec des hommes du pays, et ce pendant 20 ans (article 18).
- L'interdiction pendant 10 ans à toutes les veuves ou héritières nobles possédant des châteaux de se marier à d'autres qu'à des Français sans l'accord de Simon de Montfort (article 46).
- Les clercs sont exemptés de péages et d'impôts.
- Chaque maison habitée doit payer la dîme au Saint-Siège.
- L'office du dimanche devient obligatoire et les foires sont interdites ce jour-là.

Des ordonnances sont portées contre les excommuniés et les Juifs, qui n'ont plus le droit de recevoir des biens après testament ou de prêter serment.
Ces statuts imposent pour la première fois les coutumes de Paris (c'est-à-dire celle non seulement du roi mais aussi de l'Église catholique) en Toulousain et Albigeois. Ils résolvent à l'avantage de l'Église toutes les contestations si longtemps débattues entre les prélats et les seigneurs méridionaux. De même, Montfort souhaite rallier à lui le petit peuple par plusieurs mesures qui favorisent la protection des plus pauvres.

## Conséquences des statuts
Simon meurt en 1218 durant le siège de Toulouse et son fils, Amaury VI de Montfort prend possession du château et de la ville de Pamiers. En juillet de la même année, il prête serment de fidélité à l'abbé de Saint-Antonin, et six ans plus tard il cède ses droits au roi de France, Louis VIII. Ce dernier vient à Pamiers en 1226 et tient une assemblée composée de tous les évêques de la province. Il accepte de l'abbé Saint-Antonin le paréage de la ville et du château, aux mêmes conditions que les seigneurs de Montfort et les comtes de Foix. Mais Louis VIII décède quelques semaines plus tard et le Traité de Paris (1229) restitue tous ses domaines au comte Roger-Bernard II de Foix, à l'exception toutefois de Mirepoix, qui restera aux mains de la maison de Lévis. Le comte, après avoir indemnisé l'abbaye de Saint-Antonin pour toutes ses pertes, promet qu'à l'avenir il gardera fidèlement les clauses du paréage.
Ainsi, les statuts de Pamiers ne survivront pas à la Croisade des Albigeois, puisque les usages du pays reprennent dès que le comte de Foix entre à nouveau en possession de ses domaines. Néanmoins, l'occupation de Simon de Montfort et la signature des statuts ont transformé la ville en une capitale de l'orthodoxie puisque les Cathares comme les Juifs ont été chassés. De même, le comte de Foix ne prétend plus à la possession totale du château et de la ville de Pamiers. Cet accord se maintiendra jusqu'à la mort de Roger IV de Foix, en 1265. La transformation religieuse de la ville de Pamiers ne sera sans doute pas étrangère à la création en 1295 d'un évêché dans cette même ville, toujours présent aujourd'hui (Diocèse de Pamiers, Couserans et Mirepoix).